# Passiflora mendoncaei
Passiflora mendoncaei Harms – gatunek rośliny z rodziny męczennicowatych (Passifloraceae Juss. ex Kunth in Humb.). Występuje endemicznie w Brazylii (w stanach Minas Gerais, Rio de Janeiro, São Paulo, Paraná oraz Santa Catarina). 

## Morfologia
PokrójZielne, nagie liany.
LiściePotrójnie klapowane, rozwarte lub ostrokątne u podstawy. Mają 2–5,5 cm długości oraz 3–7,5 cm szerokości. Całobrzegie, z tępym lub ostrym wierzchołkiem. Ogonek liściowy jest nagi i ma długość 12–38 mm. Przylistki są owalne, mają 17–22 mm długości.
KwiatyPojedyncze. Działki kielicha są lancetowate, różowopurpurowe, mają 3–5 cm długości. Płatki są lancetowate, purpurowe, mają 3–5 cm długości. Przykoronek ułożony jest w dwóch rzędach, purpurowobrunatny, ma 4–7 mm długości.
OwoceSą podłużnie owalnego kształtu. Mają 3,5 cm długości i 2 cm średnicy.

## Biologia i ekologia
Występuje w lasach oraz wśród roślinności krzewiastej na wysokości 1000–1300 m n.p.m.